# پیمان بالکان (۱۹۵۳)
پیمان بالکان (به انگلیسی: Balkan Pact) پیمان اتحاد نظامی میان ترکیه، یوگسلاوی و یونان که در فوریه ۱۹۵۳ میلادی امضا شد و مدت آن بیست سال بود. این پیمان گسترش یک پیمان دوستی و همکاری بود.
اتحاد با یوگسلاوی در برابر ایتالیا و بلغارستان از اصول سیاست یونان از پیش از ۱۹۱۴ بوده‌است، و اختلاف یوگسلاوی و ایتالیا نیز امکان این نزدیکی را فراهم می‌کند. گذشته از آن، جدایی یوگسلاوی (۱۹۴۸) از کومینفورم آن کشور را در برابر تاخت و تاز خارجی تنها گذاشته بود و این پیمان تا حدودی به آن کشور کمک می‌کرد. اما کشاکش‌های یونان وترکیه بر سر قبرس و وابستگی این دو کشور به «سازمان پیمان آتلانتیک شمالی» (ناتو) در برابر سیاست عدم تعهد یوگسلاوی در صحنهٔ بین‌المللی، این پیمان را بی‌اثر کرد.